# 穆罕默德·阿里帕夏
穆罕默德·阿里帕夏（阿爾巴尼亞語：、阿拉伯语：‎，羅馬化：Muḥammad‘Alī Bāshā、鄂圖曼土耳其語：‎；1769年3月4日—1849年8月2日），是奥斯曼帝国的埃及帕夏、穆罕默德·阿里王朝的创立者，常被視為現代埃及的「國父」。
穆罕默德·阿里在鄂圖曼蘇丹的授意下攻滅马穆鲁克殘部（1805年）、镇压了阿拉伯瓦哈比主义者的叛亂（1818年），確保了自身在埃及統治的穩固性。執政後期，穆罕默德·阿里出兵沙姆地區（今敘利亞），迫使宗主国鄂圖曼帝国承認他的子孫在埃及地區的永久統治權。
穆罕默德·阿里任內鐵腕推行農業與工業改革，聘請法軍軍官訓練新式陸軍，並出兵殖民尼羅河上游的蘇丹地區，其政治勢力擴及阿拉伯半島的漢志、敘利亞等地。總計他的征戰紀錄：1810年代征服麥加和阿拉伯半島西部（漢志）；1820年代征服蘇丹，但協助宗主國鄂圖曼鎮壓希臘獨立的行動失敗；1830年代初在第一次土埃戰爭拿下克里特島、巴勒斯坦和敘利亞，領土達到極盛。
但他對宗主国的挑戰行為與迅速強大，使列強改為支持衰頹的鄂圖曼蘇丹，以避免更强而有力的新政權破壞勢力平衡，於是在1839-1841年的第二次土埃戰爭時，列強英、俄、奧、普以壓倒性軍力壓迫阿里，使他被迫屈服並接受了英國外相帕麥斯頓的條件，將埃及和蘇丹之外的所有領土交還給鄂圖曼，自己退回北非做一個世襲的半獨立王朝。

## 早年
穆罕默德·阿里生于希腊卡瓦拉市的一個阿尔巴尼亚人家庭。父親易卜拉欣阿迦（敬稱，約等於「長官」）是位烟草商，叔叔是在埃及与拿破仑战斗过的穆斯塔法帕夏。母親宰纳布出身自阿爾巴尼亞的科尔察市，舅舅為「卡瓦拉的阿颜」侯赛因·阿迦。由於穆罕默德·阿里父親早逝，他被舅舅抚養長大。
早年的穆罕默德·阿里靠买卖烟草維生，並替舅舅擔任收稅的工作。1787年，他娶了表妹阿米娜·哈寧姆為妻，阿米娜此前曾有過一段婚約，然而在正式結婚前丈夫即告病逝，她也因此繼承了一筆財產。

## 奪權之路

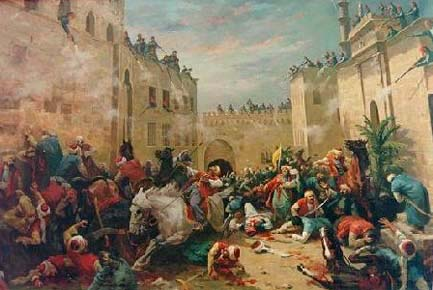
〈對馬穆魯克的血腥屠殺〉：1811年穆罕默德·阿里在開羅的鴻門宴中，徹底屠殺作為地方權貴的馬穆魯克貴族，藉由消滅埃及的包稅人集團，建立中央集權的高效政府。此圖由法國畫家霍勒斯·韋爾內繪製

1798年，拿破仑·波拿巴入侵奥斯曼帝国的埃及地区，並在金字塔战役中摧毀了马穆鲁克貴族的军队。即使在尼罗河海战戰敗後，仍有相當數量的法軍駐紮在當地與英國-鄂圖曼聯軍對峙。卡瓦拉市派出了300名志願軍，工作勤勉的穆罕默德·阿里被舅舅授予了“伯鲁克巴希”的軍衔（相当于上尉），以志願軍副司令的身份前往埃及作戰。
1801年，法軍敗退離開了埃及，此時戰功卓越的穆罕默德·阿里升任為阿爾巴尼亞志願軍副司令，協助總司令塔爾帕夏管理約6000人的部隊。以往掌握政壇的馬穆鲁克貴族們戰損甚大，內部又分裂為親英及反英派，使埃及出現了权力真空期。當時的總督胡爾希德帕夏在戰後繼續僱傭阿爾巴尼亞傭兵團，以期他們能制衡馬穆魯克。
1803年，英軍撤出埃及，以埃及總督為首的土耳其中央軍、分裂的馬穆魯克貴族、以及阿爾巴尼亞僱傭兵此時為爭權陷入了三方衝突。在總司令塔爾帕夏被人暗殺身亡後，穆罕默德·阿里繼任為總司令。為對抗總督，他選擇和在地政治領袖歐瑪爾·馬克拉姆以及伊瑪目們結盟，並暗中與馬穆魯克貴族們保持聯繫。
1805年，開羅的民眾起義废黜胡爾希德帕夏，並推舉穆罕默德·阿里为埃及新任总督。時任蘇丹的塞利姆三世最終不得不認可事态发展，追認其統治的合法性。穆罕默德·阿里上任后建立了一个由当地的村长、伊斯兰神职人员和开罗的富商组成的團體，以填補当时的权力真空。最初几年，穆罕默德·阿里主要將精力花在對抗各种政變，将统治權扩张到全埃及。過程中，他流放反對外邦人干政的老盟友歐瑪爾，並設法分裂、擊敗了許多马穆鲁克的舊部。
1811年3月1日，穆罕默德·阿里設局殺死了約400名的馬穆魯克貴族。他先是邀请马穆鲁克的埃米尔参加宴會，名義上是為了慶祝他儿子被派任为前往阿拉伯半岛镇压瓦哈比派的军队长。在马穆鲁克的首领们进入要塞的瓮城后，穆罕默德·阿里下令关闭大门、将所有的马木鲁克首领们鎖在城内，埋伏在城牆上的士兵对城内开枪，持刀斧的部隊衝入大廳，杀死了所有赴宴的首领。此后数天里穆罕默德·阿里下令他的士兵杀死所有他们能够抓到的马穆鲁克士兵，洗劫其家产、强奸其女眷。此次事變後馬穆魯克再也無法進行有組織的對抗，其殘部散逃在埃及各處。

## 新式军队

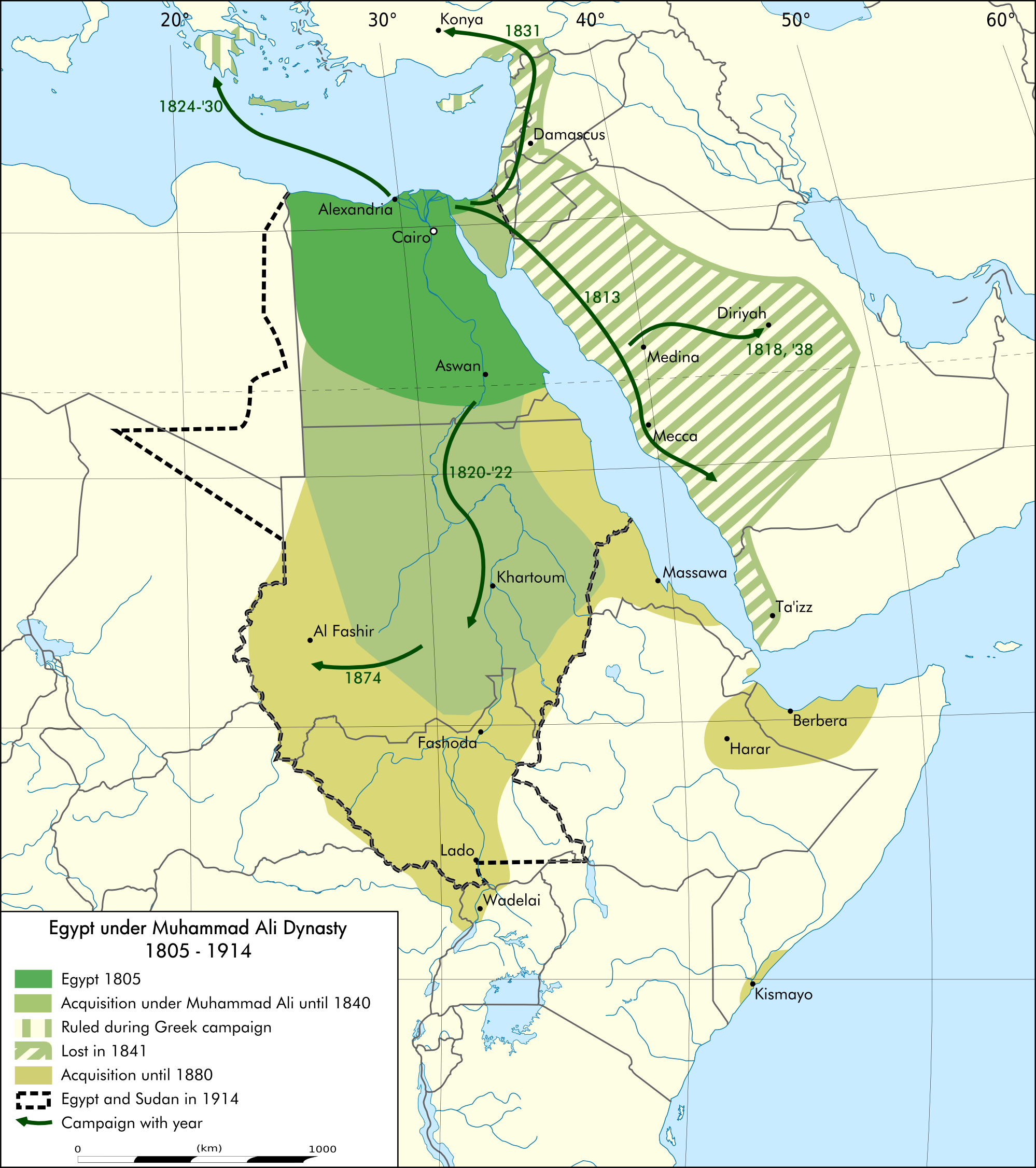
一代梟雄穆罕默德·阿里在1830年代的極大疆域：斜線和綠色區。斜線區除希臘半島之外，都於1841年被英國強迫交還給鄂圖曼蘇丹；淺棕區為阿里死後，其子孫在1880年前所佔的南蘇丹和部分的厄利垂亞、索馬利亞

成為埃及總督的穆罕默德·阿里认识到他手下的阿爾巴尼亞志願軍就長遠來看不夠可靠。鄂圖曼帝国内漫長的民族和阶层衝突，已經使得這類外地民族组成的遠征軍效率低落。假如军费不能及时发出的话，這類軍隊很可能叛逃，甚至淪为强盗滋事。早年与法军作战的经验使他發現纪律严明、训练有素、步炮骑結合的法軍，在对抗没有纪律、浮躁的马木鲁克軍時，可說是锐不可当。此前稍早塞利姆三世也曾學習欧洲军队的组织方式建立“新军”，然而觸動禁軍利益而被政變下台。
1823年，穆罕默德·阿里从上埃及征募农民，并让一名法国军官按照的拿破崙的軍制来训练他们。有別於傭兵團，這批部隊採取軍營式集中管理，如以編號取代姓名、明顯的軍階制度、嚴格的軍規、每日數次點名等等。該部队訓練成效良好，多次在與地方起义的交战中嶄露頭角。滿意的穆罕默德·阿里解散了所有他的老式阿尔巴尼亚和马木鲁克军队，並要求他所有的军队全部仿照“新军”的模式進行訓練。为了使得他的军队有足够的士兵，他在轄區確立了徵兵制，此舉引發廣泛农民的反彈。不愿服兵役的人逃出他们的村庄，當中有人一路逃到叙利亚。甚至有些農民透過自残来避免被征召，最常见的手段有使用毒药自己弄瞎一只眼睛、或割断右手用来钩扳机的手指。

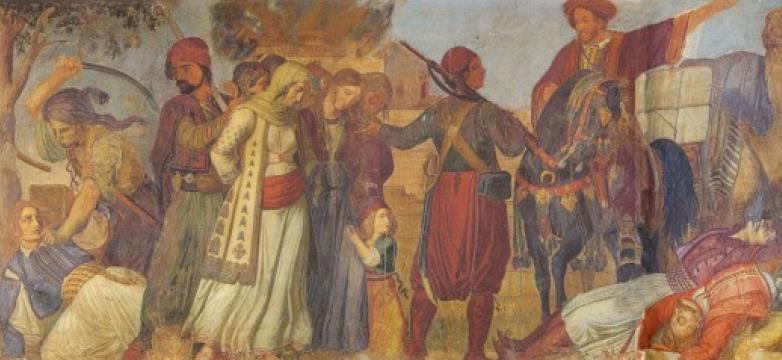
〈易卜拉欣登陸摩里亞〉：在希臘獨立戰爭中，阿里的長子易卜拉欣率領協助土耳其蘇丹的埃軍，登陸希臘半島南部的摩里亞，準備進攻希臘起事軍

1827年穆罕默德·阿里派他的儿子易卜拉欣带领他的新军帮助苏丹马哈茂德二世在希腊独立战争中对付希腊。他还花巨资建立了一支海军，但这支海军也导致了他与马哈茂德二世之间的决裂。当时英国、法国和俄罗斯均支持希腊独立。它们向希腊派驻了一支强大的联合舰队部署在诺瓦里诺湾等候鄂圖曼帝国的舰队。阿里认识到他的海军力量无法战胜这支联合欧洲舰队，因此请求苏丹在奥地利的调和下承认希腊的独立，签署和平条约。但是马哈茂德二世不肯放弃这么多的领土，他坚持欧洲联合舰队只不过是骗人的。阿里非常勉强地下令他的舰队与欧洲舰队交战。在1827年10月20日的納瓦里諾海戰中阿里的舰队在数小时内就被摧毁。这是穆罕默德·阿里最后一次大规模地为苏丹派兵效力。

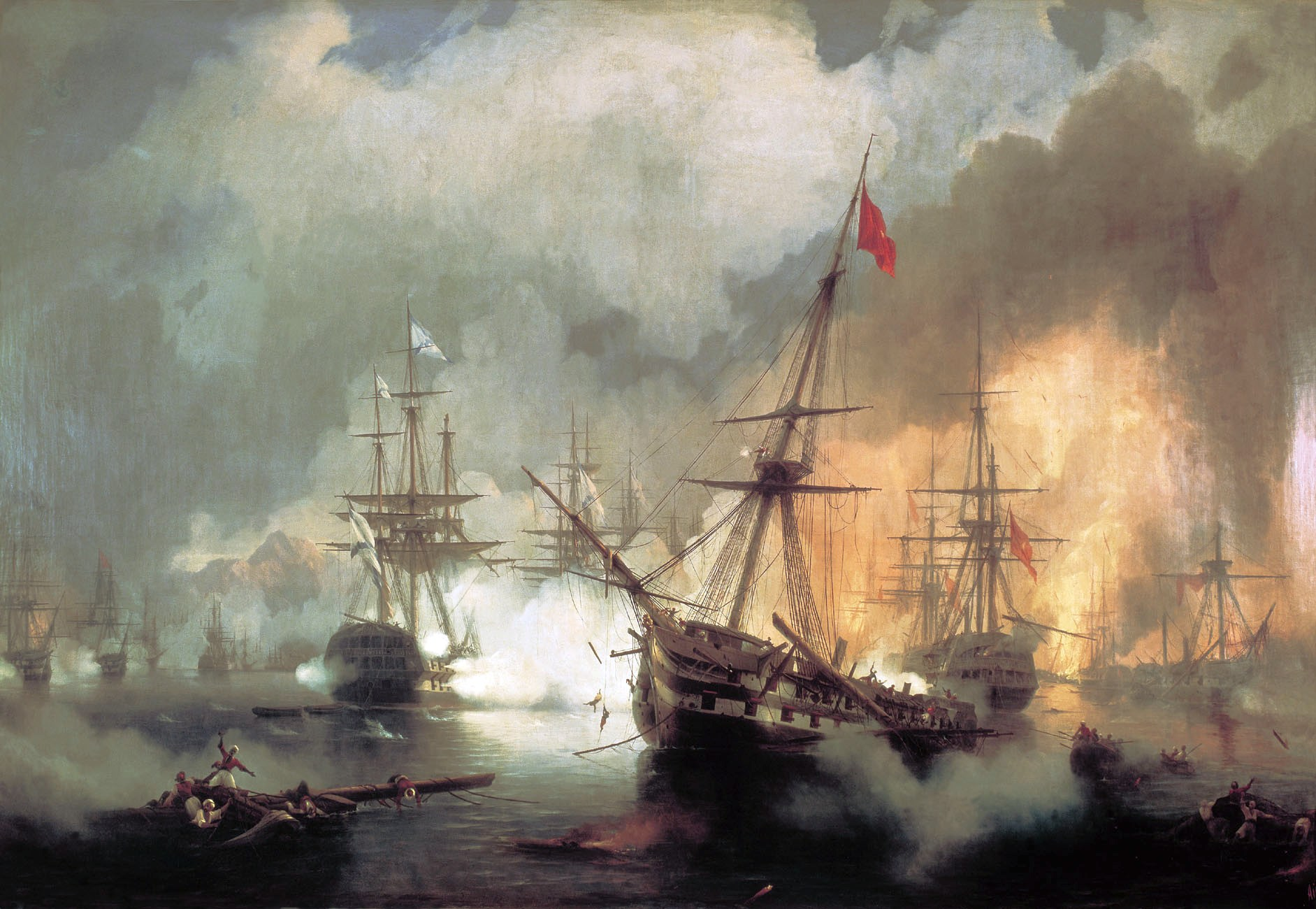
1827年10月，阿里的艦隊在納瓦里諾海戰被英法海軍給摧毀

在希腊独立战争中穆罕默德·阿里可以在实战中看到他的军队的长处和短处。他的陆军的战绩良好，但是许多鄂圖曼帝国的军队不适合在战场上指挥这样的新式的步兵。此外他的“新军”缺乏海军，因此他在战争中不得不依赖不那么有纪律的老式海军。
在处理这些问题时穆罕默德·阿里非常务实。为了解决军官训练的问题他设立了一所军官学院，聘请法国军官来向鄂圖曼帝国的人员教授最先进的军事科学。

## 工业化和现代化

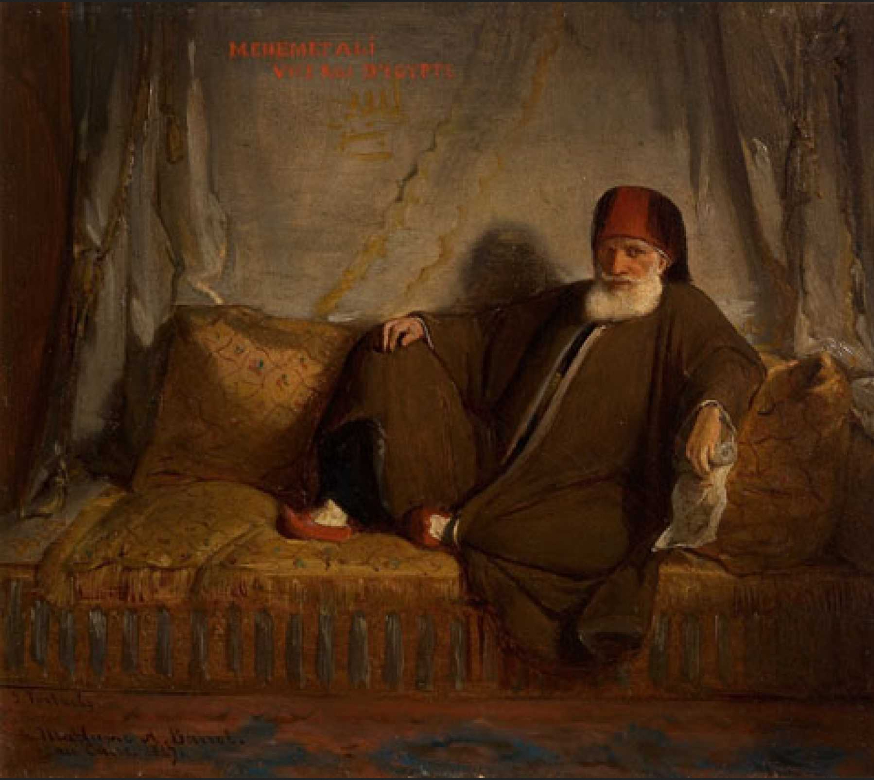
老年的穆罕默德·阿里，1847年繪

为了满足他的军事改革的巨大支出阿里将海岛棉引入埃及作为经济作物，并将埃及的农业经济重定向向棉花。由于英国纺织业愿意出钱来买这样的棉花，阿里下令大多数埃及农民必须种植棉花，不许种其它作物。在收获时期阿里本人将所有的收成都买下，卖给纺织厂。这样他将整个埃及的棉花收获变成他自己的垄断。他还试验自己建立纺织厂在埃及将棉花加工为布料，但这个试验不很成功。
军事需要可能也是其它现代化项目如国家教育机构、教学医院、道路和运河、生产军装和弹药的工厂、一所位于亚历山大港的造船厂（尽管所有造船厂所需要的木头必须从外国进口）等的动力。使用同样的要求农民服兵役的手段穆罕默德·阿里还经常要求农民在他的工厂和工业项目中服徭役。

## 扩张與幻滅
阿里将今天的苏丹看作是水、土和资源（主要是金和奴隶）的扩张。1820年他下令征服和占领苏丹。1821年他的军队进入苏丹并遭到强烈抵抗。但是埃及军队及其装备的精良保证了阿里对苏丹的征服。这样一来阿里有一个可以使得他一直扩张到尼罗河源头的埃塞俄比亚和乌干达的前线。他的官员从努巴山脉和苏丹的西部和南部俘获奴隶，将他们编制入一个步兵团。阿里及其后代在苏丹的统治是在苏丹历史上以其残暴和剝削沉重著名的。
诺瓦里诺海战后，阿里向鄂圖曼帝国政府要求統治叙利亚，作为他在这场海战中的损失的补偿。鄂圖曼帝国对这个要求冷淡以對，假如将叙利亚交给阿里，而以后阿里被撤职的话会怎样？他不会利用叙利亚来进攻没有防御的埃及吗？但是阿里此时已经不愿容忍鄂圖曼帝国的冷漠了。为了补偿他和埃及的损失，進攻叙利亚的车轮已经启动了。
与他之前的埃及统治者一样，阿里想要控制大叙利亚，这个愿望出于大叙利亚的战略价值和其富饶的自然资源，而且黎凡特还拥有一个旺盛的国际商业群体，其发展良好的市场到处均存在。这个愿望不是一个突然的决定。早在阿里还是埃及的非官方统治者时这就已经是他的目标了。此外叙利亚还可以成为埃及产品的一个市场。最重要的是叙利亚可以成为埃及与鄂圖曼帝国苏丹之间的一个缓冲区。

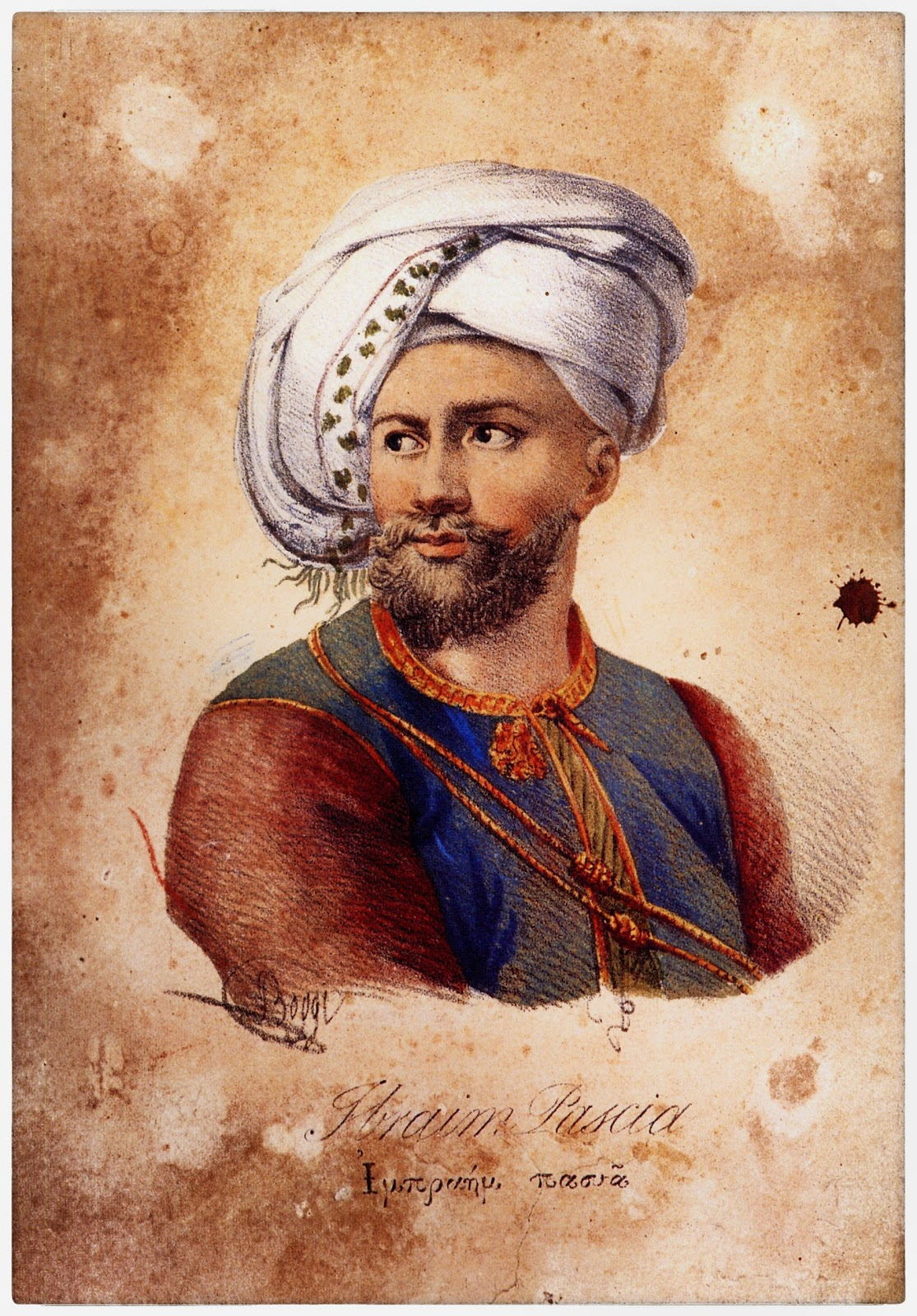
阿里的法定繼承人──擁有軍事長才且活躍於戰場的易卜拉欣

阿里建立了一支新的舰队和一支新的军队。1831年10月31日在他的长子易卜拉欣的带领下，埃及军队对叙利亚的入侵开始了。为了避免国际的反对，对于阿里来说，入侵需要一个借口。最后他以与阿卡的统治者之间的争吵为借口。阿里指责6000名农民逃往阿卡来避免兵役、徭役和税賦，他要求阿卡将这些人遣返埃及。
埃及军队在叙利亚长驱直入，只遇到少許的抵抗。在围攻六个月（从1831年11月3日至1832年5月27日）后阿卡被占领。埃及军队进入安那托利亞。1832年12月21日在孔亚战役中易卜拉欣击败了鄂圖曼帝国大維齊爾亲自带领的军队。在易卜拉欣的军队与君士坦丁堡之间没有任何军事障碍了。

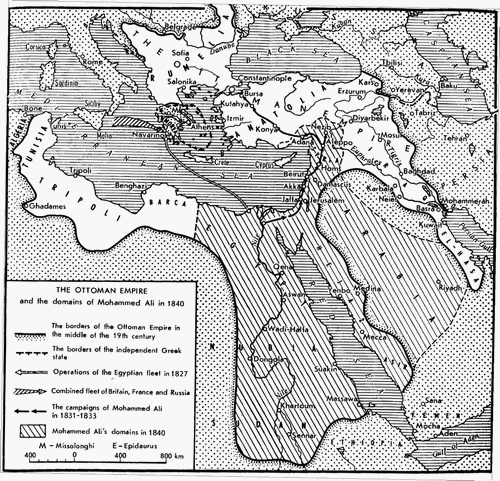
1833年打敗宗主國鄂圖曼之後，阿里與長子易卜拉欣所擴張的領土（斜線區）。但這些領土到1841年，卻因英、俄、奧、普的軍事壓力，年邁的阿里（70多歲）只好將敘利亞、巴勒斯坦、阿達納、麥加、克里特島等地還給土耳其，只保留了埃及本土和苏丹，這讓易卜拉欣吞噬鄂圖曼的野心徹底幻滅

虽然如此，阿里和他的儿子易卜拉欣都没有想過要徹底推翻奥斯曼王朝取而代之。阿里的目标是一个独立的埃及，易卜拉欣则从内心对鄂圖曼反感。他们的目标在于废黜当时的苏丹马哈茂德二世（1808-1839年在位），让他的儿子──当时还是幼童的阿卜杜勒·迈吉德當蘇丹，以便使易卜拉欣「挾蘇丹以令諸侯」的野心得到實現。
这个可能性使得马哈茂德非常害怕，他在病急亂投醫下接受了俄罗斯提供的军事保護，簽訂了土-俄親善互助的洪基爾－斯凱萊西條約（Treaty of Unkiar Skelessi），这使得英国和法国政府很不高兴。因為條約規定：俄國將會保護鄂圖曼帝國免受（埃及等）外來攻擊，而作為回報，當俄國處於戰爭狀態時，鄂圖曼蘇丹將不開放達達尼爾海峽予任何國家的戰艦（包含英、法的船艦）。這條約引起了「海峽問題」的出現。條約本規定是任何國家戰艦均不可進入海峽，但土-俄間的秘密條款開放給俄國戰艦，使黑海成為俄國的內湖。隱約捕捉到秘密條款的英國及法國都對此條約十分憤怒，一同尋求方法阻止俄國擴張。不過兩國的目標各有不同，英國試圖繼續保留蘇丹；法國則期望扶植穆罕默德·阿里（兩國均認為他比較有為能幹）為鄂圖曼帝國的新統治者。
因為1833年洪基爾－斯凱萊西條約的簽訂，俄罗斯以強大的軍威介入第一次土埃戰爭（1831-1833年），於是双方在俄國調停下达成和议：阿里从安那托利亚撤军，作为补偿他获得克里特和漢志。易卜拉欣被授命为叙利亚的总督。阿里一連串的勝利擴大其自立的信心，甚至在1838年5月宣布他正籌備獨立事宜，等到歐洲列強同意其「建國」之後，就不再向奧斯曼蘇丹繳交納貢年金，這使蘇丹與列強大為震驚，以俄國為首的列強派使者勸說，才暫緩了獨立事宜。
1839年由于穆罕默德·阿里对叙利亚的關稅自主权遭到〈1838年英國-鄂圖曼貿易協定〉剝奪而不满，因此在法國的支持與結盟許諾下（由法國外交部長梯也尔發動的援埃計畫），又發動了第二次土埃戰爭（1839-1841年）；剛好蘇丹马哈茂德二世也認為自己的土耳其陸海軍已強化成功，於是在英國的挑動下也出兵敘利亞、希望收回失地。当马哈茂德二世的军队到达叙利亚边境时，易卜拉欣于6月24日在尚利乌尔法附近的尼西比斯对鄂圖曼军队进攻，并再次击败鄂圖曼军队。君士坦丁堡又一次处于易卜拉欣军队的直接威胁之下。此時马哈茂德二世突然得病且迅速惡化，敗給埃及的戰迅尚未送達皇宮，馬哈茂德就已死去，他16岁的儿子阿卜杜勒·迈吉德继位。此时阿里与他的儿子易卜拉欣之间产生了意见分歧。易卜拉欣建议進攻君士坦丁堡，自称苏丹；阿里则只提出众多领土要求，以及他獨立建國與家族的王朝世襲權。
許多歐洲列強對於阿里的強大勢力感到威脅，於是在1840年7月15日英国、奥地利、俄罗斯和普鲁士，撇開法國自行达成了「伦敦协议」：列強保障阿里对埃及的世袭统治，以及他终身对阿卡的管理，但是要求他的军队从叙利亚的后方和黎巴嫩山的海岸地区撤出，這項倫敦協議是由權勢滔天的英國外相帕麥斯頓所主導。阿里誤以為法國會向他提供強大的軍事支援，所以拒绝了这些要求。尽管有法国外長梯也尔的強勢抗議，英俄奧普四强仍在数星期后组织了一支壓倒性的军事远征军，準備以武力支解龐大的阿里帝國，而法王路易·菲力在最後關頭決定不和英國交戰，於是撤換主戰且態度強硬的外交部長梯也尔，並放任盟友埃及被四國霸凌。

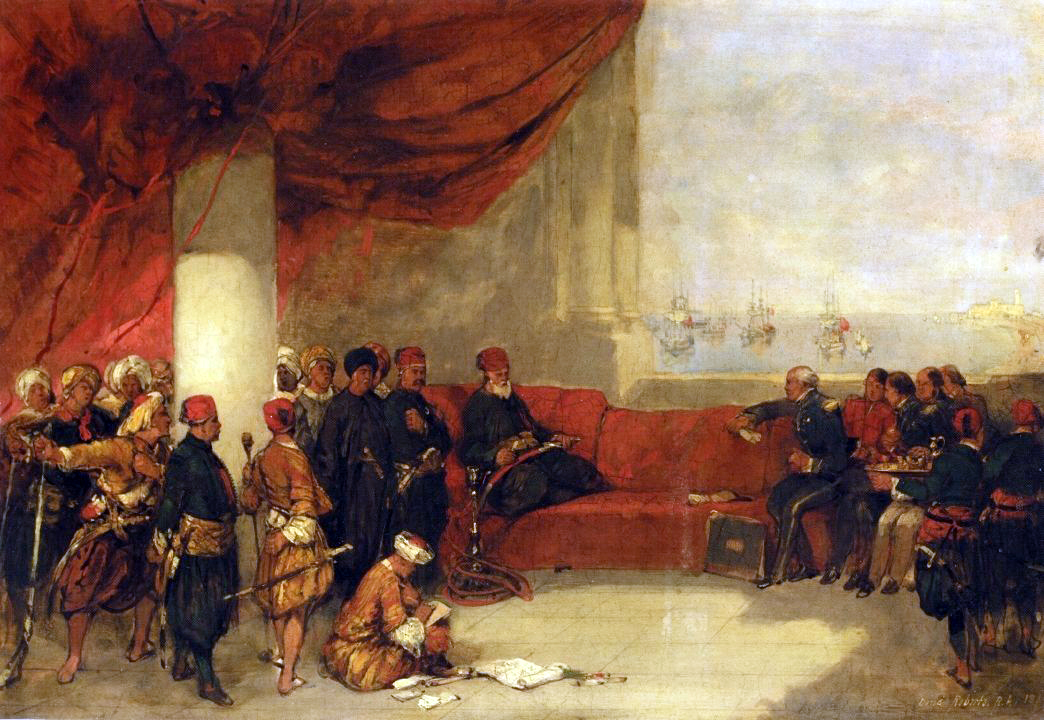
第二次土埃戰爭末期，阿里在埃及的亞歷山大城向列強談判投降事宜

四強出兵後，埃及原本大好的形勢就急轉直下。先是英国海军和奥地利海军封锁尼罗河三角洲的海岸，1840年9月11日英軍又炮轰敘利亞的贝鲁特，1840年11月3日敘利亞的阿卡被英軍猛攻而投降后，易卜拉欣也被迫撤出敘利亞。此時，阿里表示同意「伦敦协议」的条款而正式投降：他放弃对克里特、巴勒斯坦和汉志的统治、將俘虜的土耳其龐大艦隊歸還給蘇丹，放棄埃及的關稅自主權和治外法權（不平等條約），他又缩小海军、将陆军從15萬缩小到1.8万人，並且規定未來埃及若新造船艦，需要宗主蘇丹的同意；而作为巨大失敗的交換，阿里的后代在埃及享受世袭统治权。雖然这是鄂圖曼帝国的总督前所未有的特权，但阿里家族（主要是其子易卜拉欣的野心）創建伊斯蘭超級大國的夢想也隨之幻滅了。到1841年法國也放棄與阿里的同盟，轉而加入新的倫敦協議──倫敦海峽公約（1841年7月簽訂），與英國聯手起來兩面打壓：一方面避免埃及（可能）的捲土重來，一方面遏制俄國對「歐洲病夫」土耳其領土與領海的野心。此時阿里重新跟列強檢討協議，得以將陸軍恢復到8萬的規模。

## 晚年

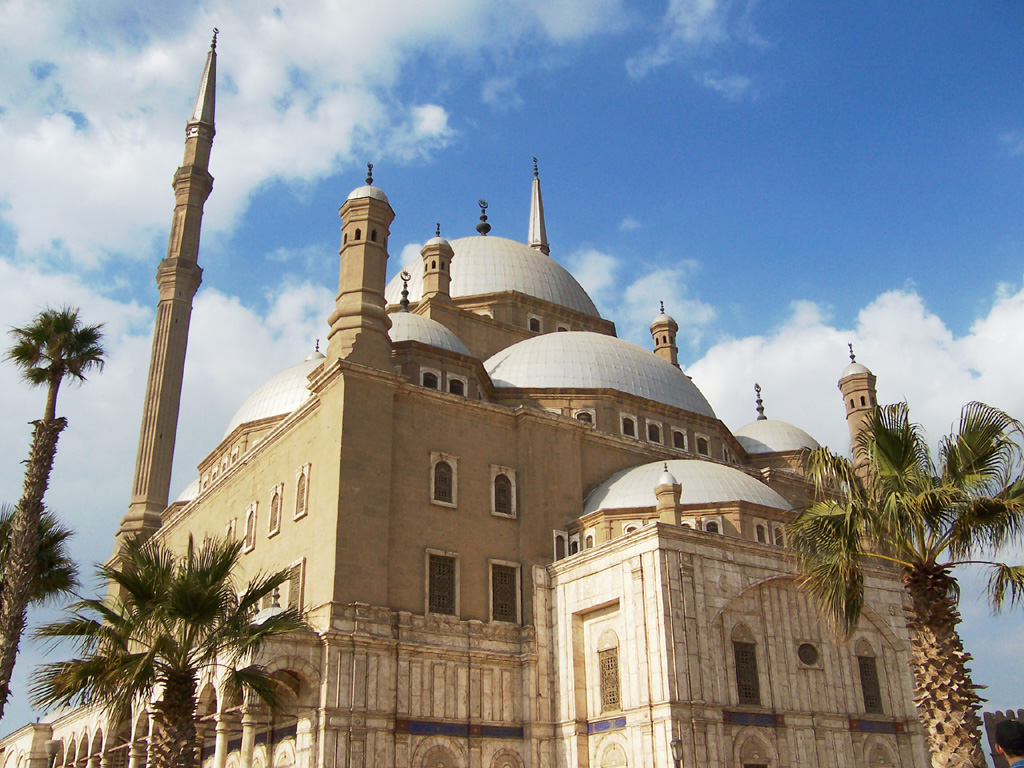
位於開羅的穆罕默德‧阿里清真寺

1843年以后，几乎就在叙利亚灾难和埃及被迫放弃进口税和政府的垄断后穆罕默德·阿里的神志越来越糊涂。不仅他的思想和行动混乱，而且他越来越多疑。比如1844年他获悉了埃及的债务达到8000万法郎的消息后狂怒了整整六天。
一年后伊卜拉欣因风湿性疼痛和肺结核（他开始咳血）被送到意大利疗养。1846年穆罕默德·阿里赴君士坦丁堡与苏丹和好。他对苏丹说：“(我儿子)伊卜拉欣已经老了而且病了，(我孙子)阿拔斯还是个小孩子。到时候小孩子就要统治埃及了。他们怎么能保住埃及呢？”他获得苏丹的保证，让他的家庭世袭埃及后回到埃及，在这里他统治到1848年，此后他的神志不清，已经无法统治了。
他的儿子和继承人、自己已经病入膏肓的伊卜拉欣不得不离开意大利赴君士坦丁堡，被苏丹封为埃及统治者。在回埃及的路上伊卜拉欣发烧、甚至有幻觉。他虽然没有死在路上，但是六个月后去世。他的二弟的儿子阿拔斯登基。
此时穆罕默德·阿里已经神志不明到别人无法告诉他伊卜拉欣之死的程度。数月后他自己也去世。他被葬在他建造的大清真寺内，然而其葬礼卻简单得很，並不符合他的地位。

## 婚姻与子女
穆罕默德·阿里妻妾众多，至少有15位妻子，她们共为其生下了18子13女。
- 长子易卜拉欣 （1789年9月9日—1848年11月10日），1848年任埃及总督。伊斯梅尔帕夏之父。
- 次子穆罕默德·艾哈麦德元帅 （1794年7月28日—1816年9月28日），埃及总督阿拔斯一世之父，有二子三女。
- 三子阿卜杜尔·哈里姆 （1795年—1818年）
- 四子伊斯梅尔·伊斯坎达·阿里·卡米尔中将 （1796年7月6日—1822年11月5日），1822年在苏丹被杀，有一子。
- 五子贾法尔 （？—1810年）
- 六子努曼 （？—1815年）
- 七子阿卜杜尔·哈里姆 （1819年—1821年）
- 八子伊斯坎达 （1821年—1823年）
- 九子阿卜杜尔·哈里姆 （1821年—1829年）
- 十子穆罕默德·赛义德 （1822年3月17日—1863年1月17日），埃及第四任总督。
- 十一子哈里姆 （？—1823年）
- 十二子马赫穆德 （1825年—1829年）
- 十三子侯塞因 （1825年—1847年）
- 十四子阿卜杜尔·哈里姆 （1826年—1830年）
- 十五子穆罕默德·阿里·萨迪克 （1828年—1836年）
- 十六子穆罕默德·阿卜杜尔·哈里姆中将 （1830年3月25日—1894年6月4日），有四子八女。
- 十七子伊斯坎达 （1831/33年—1834年）
- 十八子穆罕默德·阿里·希什曼中将 （1833年3月3日—1861年6月27日），有一子三女。
- 长女陶希达 （Tawhida，1787年—1830年）
- 次女哈迪亚·纳兹莉 （Khadija Nazli，1791年—1825/60年）
- 三女宰纳布 （Zainab，1799年—1821年）
- 四女鲁基亚 （Rukiya，1807年—1810年）
- 五女鲁基亚 （1811年—1814年）
- 六女萨尔玛 （Salma，？—1815年）
- 七女祖莱哈 （Zulaikha，？—1815年）
- 八女法蒂玛 （Fatima，？—1822年）
- 九女法蒂毛鲁西亚 （Fatima ul-Ruhiya，？—1823年）
- 十女宰纳布 （1822年—1823年）
- 十一女宰纳布 （1824年—1829年）
- 十二女宰纳布 （1825年10月12日—1882年4月11日），建立了宰纳布医院。
- 十三女艾莎 （Aisha，1828年—1833年）

## 关于穆罕默德·阿里的民族隶属
穆罕默德·阿里生时在奥斯曼帝国内宗教属性是区分人最重要的标志。奥斯曼帝国内要明确区分民族，尤其是在多民族生活的城市里非常困难。历史纪录表明穆罕默德·阿里可能是阿尔巴尼亚人，但他可能也有马其顿、土耳其或者库尔德人前辈。但是他的确实民族属性很难无疑地确定。而且埃及对穆罕默德·阿里的历史纪录里有的称他为土耳其人，有的称他为阿尔巴尼亚人不等。